# Um Ki-joon
Um Ki-joon (hangul: 엄기준, Seul, 23 de março de 1976) é um ator sul-coreano.

## Carreira
Sendo mais conhecido como um ator de teatro musical, Um Ki-joon estreou na peça Richard III em 1995 e, desde então, atuou em diversos musicais, entres eles Singin' in the Rain, Grease, Hedwig and the Angry Inch, Finding Kim Jong-wook, The Three Musketeers, Monte Cristo, Jack the Ripper, e Catch Me If You Can. Ele também atuou como Dan em Closer.
Sua popularidade cresceu após começar a atuar em séries de TV, como Life Special Investigation Team, Worlds Within, Hero, Dream High, Scent of a Woman, Phantom e The Penthouse: War in Life. Além disso, ele protagonizou as séries Good Job, Good Job e The Virus.
Estreou nos cinemas em Man of Vendetta. Mais tarde, atuou no filme Killer Toon.